# کیم سئونگ-جان
کیم سئونگ-جان (به کره‌ای: 김승준،  زادهٔ ۱۲ سپتامبر ۱۹۹۴) یک کشتی‌گیر فرنگی‌کار اهل کشور کره جنوبی است. وی سابقه حضور در المپیک ۲۰۲۴ پاریس را دارد.  